# Konzert-Rondo für Klavier und Orchester A-Dur
Das Rondo für Klavier und Orchester in A-Dur, KV 386 ist eine Komposition von Wolfgang Amadeus Mozart für Klavier und Orchester.
Die Umstände der Entstehung des Rondo sind umstritten. Sicher ist, das Mozart dieses anmutige Spielstück 1782 in Wien komponierte. Viele Musikwissenschaftler neigen zu der Annahme, es würde sich hierbei nicht um eine eigenständige Komposition handeln, sondern um einen Finalsatz für das Klavierkonzert A-Dur, KV 414. 
Die Frage, ob es sich um einen nachkomponierten Satz oder den zunächst gültigen Schlusssatz handelt, ist nicht geklärt. Auffällig ist die feste Rolle der Bläser in diesem Konzert. Der Orchestersatz ist nur unvollständig erhalten, hier liegen nur noch Fragmente vor.